# 임흥신
임흥신(林興信, 1967년 1월 1일 ~ )은 대한민국의 전 필드하키 선수이자 현 지도자이다. 종교는 불교다.

## 지도자 경력
- 2010년 아시안 게임 여자 하키 국가대표팀 감독
- 2012년 하계 올림픽 여자 하키 국가대표팀 감독